# Isidoro Lozano Sirgo
Isidoro Santos Lozano Sirgo (Logronyo, 1 de novembre de 1826—Madrid, 26 de febrer de 1895) va ser un pintor espanyol d'estil romàntic, un dels deixebles més destacats de Federico de Madrazo.

## Biografia

### Formació
Va cursar els primers estudis artístics a Alacant, Múrcia i Valladolid, on va ser premiat amb una medalla de plata en un concurs de 1844. El 1845 es va traslladar a Madrid i es va matricular a l'Acadèmia de San Fernando i va esdevenir deixeble de Federico de Madrazo, de qui va rebre classes particulars durant sis anys, formant en un estil romàntic tardà d'arrel academicista i amb influències del natzarenisme.

### Primers treballs
Gràcies a la vinculació al cercle de Madrazo i l'èxit aconseguit en diverses exposicions i certàmens, Lozano va començar a rebre projectes importants que van permetre avançar en la professió. Per exemple, José de Madrazo el va incloure en la nòmina de pintors que van executar els retrats de la Sèrie Cronològica dels Reis d'Espanya: entre 1851 i 1852 va realitzar-ne els de Ferran II, Ramir I, Ordoni II, Ordoni III, Beremund I i Adossenda, i també una còpia d'un d'Isabel II originalment pintat pel seu mestre; tots ells actualment pertanyen al Museu del Prado i en dipòsit en diverses institucions. Va ser un dels pintors que més encàrrecs va rebre d'aquesta sèrie, un fet que demostra que, possiblement, era el deixeble predilecte de Federico de Madrazo. Paral·lelament, va fer una còpia de La família de Felip V de van Loo, destinat al Palau de La Granja.

### Pensionat a Roma

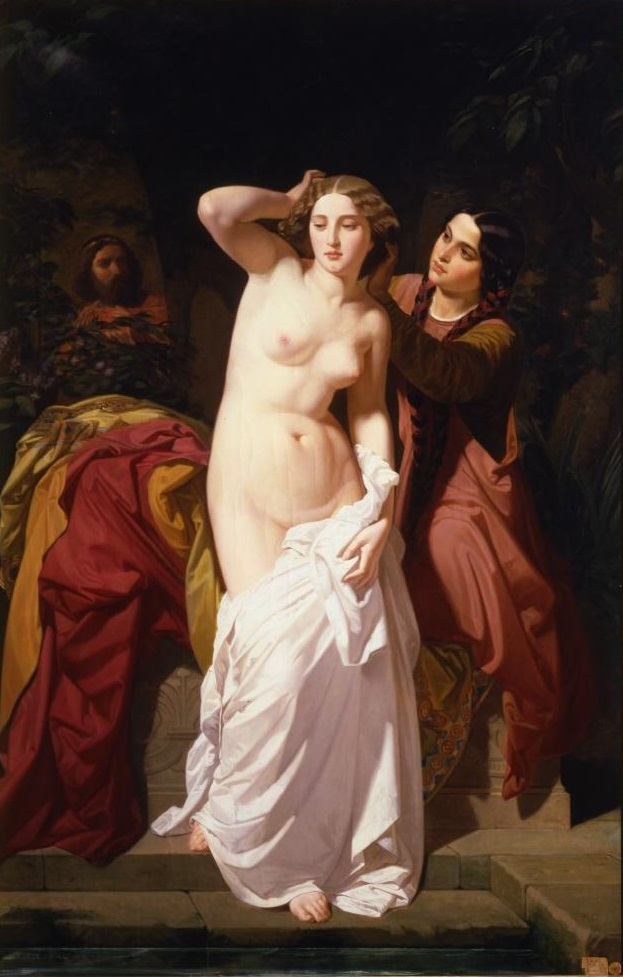
La Cava sortint del bany (1854). Reial Acadèmia de Belles Arts de San Fernando.

El 1852 va ser pensionat, a través d'un concurs d'oposició, per ampliar els estudis de pintura a Roma amb l'obra La mare dels Gracs, una decisió que va generar certa polèmica, atès que hi havia qui creia que havia estat injusta. Des d'allà va enviar diverses obres, destacant La Cava sortint del bany i Un foner en actitud de llançar un projectil. Col·laborà, així mateix, en la decoració pictòrica del col·legi eclesiàstic espanyol de Roma, juntament amb el pintor Germán Hernández Amores, entre 1856 i 1857.
El viatge a Roma va conduir Lozano a la pintura mural, a la qual es va consagrar d'ençà la dècada de 1870, col·laborant estretament amb el marquès de Cubas, i destacant actuacions com la restauració de les vidrieres de la catedral de Lleó.

### Exposicions i certàmens
Des de finals de la dècada de 1840, Lozano va participar en diversos certàmens i exposicions artístiques. El 1849 va presentar l'obra Santa Elisabet d'Hongria donant almoina als pobres a l'exposició de l'Acàdemia de San Fernando, que va ser elogiat unànimement per la crítica. Va exposar La Cava sortint del bany (1856), premiada amb la medalla de segona classe, i el 1858 Sant Pau sorprès per Neró en el moment de convertir Popea Sabina (1858), Mariana Pineda en l'acte de ser conduïda a la capella (1862) o La reina Isabel la Catòlica presidint l'educació dels seus fills (1864). Les tres darreres van ser comprades del Govern i actualment pertanyen al Museu del Prado.

### Altres activitats
Va participar també a diverses revistes i publicacions il·lustrades, com La Academia Militar, per a la qual va fer diversos retrats de reis i personatges històrics, destacant els d'Isabel II i el de Francesc d'Assís de Borbó (1850), El álbum artístico de Toledo, El Arte en España, Páginas de la vida de Jesucristo, Los libros de juegos del Rey D. Alfonso el Sabio, o l'obra Iconografía española de Valentín Carderera, entre d'altres. El 1865 va ser comissat per l'Acadèmia de San Fernando per a la preparació de diverses publicacions importants.
D'altra banda, va ser membre de l'Academia de Arqueología y Geografía i de la Sociedad Económica Matritense. També fou professor auxiliar de dibuix del Conservatori d'Arts de la capital.